# 2012 dans les chemins de fer
chronologie des chemins de fer
2011 dans les chemins de fer - 2012 - 2013 dans les chemins de fer

## Évènements
- 2 janvier, France : les trains Corail, Intercités, Téoz et Lunéa fusionnent et deviennent les Intercités.
- 7 avril (France) : prolongement de la ligne 1 du tramway de Montpellier (Stade de la Mosson – Mosson : 0,5 km).
- 7 avril (France) : Mise en service de la ligne 3 (Juvignac – Pérols Etang de l'Or /Lattes Centre  : 17,5 km) et 4 (Place Albert 1er – Saint-Denis  : 3,1 km) du tramway de Montpellier.
- 23 juin (France) : Mise en service du  tramway de Brest Porte de Plouzané – Porte de Guipavas/Porte de Gouesnou (A)  (14,3 km)
- 29 juin (France) : Mise en service de la ligne B du tramway d'Orléans : Georges Pompidou – Clos du Hameau (B) (11,3 km)
- 1er septembre (France) : Mise en service de la ligne T1 du tramway de Dijon  . Porte de Plouzané – Porte de Guipavas/Porte de Gouesnou (A) (14,3 km)
- 19 novembre  (France) :  prolongement de la Ligne 2 du tramway d'Île-de-France jusqu'au pont de Bezons (4,2 km)
- 8 décembre (France) : Mise en service de la ligne T2 du tramway de Dijon Chenôve Centre - P+R Valmy (10,4 km)
- 12 décembre (France) : mise en service du tramway du Havre   (13 km).
- 15 décembre (France) : prolongement  de la Ligne 3a du tramway d'Île-de-France jusqu'au cours de Vincennes.
- 15 décembre (France) : Mise en service de la ligne 3b du tramway de Paris.
- 18 décembre, Île-de-France : prolongement de la ligne 12 du métro de Paris de Porte de la Chapelle vers la station Front populaire, première étape du prolongement vers Aubervilliers.

## Autres évènements
- France : début des travaux de la ligne à grande vitesse Sud-Europe-Atlantique, destinée à relier Paris à Bordeaux en deux heures.
- Londres : fin du dernier tronçon du London Overground entre la gare de Clapham Junction et celle de Dalston Junction. La ville aura son réseau express régional complètement relié au niveau des gares et certaines stations du métro de Londres.
- RATP : au 31 décembre, la ligne 1 du métro parisien deviendra entièrement automatique
- Canada : mise en service du Bayside Canadian Railway, l'une des lignes de chemin de fer les plus courtes au monde.

## Transports en commun dans le monde

### Nouvelles lignes et nouveaux réseaux inaugurés en 2012
De nouveaux réseaux de transport en commun sont entrés en service en 2012  :
- Métro
  - Hangzhou (Chine) : Ligne 1 Linping/Wenzelu - Xianghu (46,5 km)
  - Kunming (Chine) : Ligne 6 East Bus Station - Airport Center (18,2 km)
  - Suzhou (Chine) : Ligne 1 Mudu - Zhongnan Street (25 km)
  - Lima (Pérou) : Ligne 1 Grau - Villa El Salvador (22 km)

- Tramway
  - Le Havre (France) : Ligne La Plage - Caucriauville Pré Fleuri/Grand Hameau(13 km)
  - Dijon (France) : Lignes T1 et T2 Gare Centrale - Quétigny Centre (18 km)
  - Brest (France) : Ligne Porte de Plouzané - Porte de Gouesnou/Porte de Guipavas (14,3 km)
  - Casablanca (Maroc) : Ligne 1 (31 km)
  - Mendoza (Argentine) : Ligne 1 Estación Central - Gutiérrez (12,5 km)

Dans les réseaux de transport en commun existants les nouvelles lignes suivantes ont été inaugurées  en 2012 : 
- Métro[1]  : 
  - Pékin (Chine) : Ligne 6 Haidian Wuluju - Caofang (31 km)
  - Wuhan (Chine) : Ligne 2 Jinyintan - Optics Valley Square(27,1 km)
  - Tianjin (Chine) : Ligne 3 Xiaodian - Gaoxinqu (29,7 km)
  - Chongqing (Chine) : Ligne 6 Kangzhuang - Wulidian (17,8 km)
  - Chengdu (Chine) : Ligne 2 Chadianzi Bus Terminal - Chengdu Institute of Public Administration (22,4 km)
  - Tianjin (Chine) : Ligne 2 Caozhuang - Dongnanjiao and Tianjinzhen - Konggangjingjiqu (20,7 km)
  - Shenyang (Chine) : Ligne 2 Santaizi - Quanyunlu (25 km)
  - Téhéran (Iran) : Ligne 3 Vali-e Asr - Shahid Beheshti (7 km)
  - Mexico (Mexique) : Ligne 12 Mixcoac - Tláhuac (24,5 km)
  - Sofia (Bulgarie) : Ligne 2 Obelya - James Bourchier (10 km)
  - Istanbul (Turquie) : Ligne M4 Kadiköy - Kartal (22 km)
  - Séoul (Corée du Sud) : Ligne Uijeongbu Balgok - Tapseok (11,1 km)
  - Le Caire (Égypte) : Ligne 3 Attaba - Abbasiya (4,3 km)

- Tramway[1]  :
  - Portland  (États-Unis) : Ligne Lovejoy & 9th - OMSI  (3 km)

|               | Métro            | Métro            | Tramway          | Tramway          |
| ------------- | ---------------- | ---------------- | ---------------- | ---------------- |
|               | Nouveaux réseaux | Nouvelles lignes | Nouveaux réseaux | Nouvelles lignes |
| Afrique       |                  | 1                | 1                | 1                |
| Égypte        |                  | 1                |                  |                  |
| Maroc         |                  |                  | 1                | 1                |
| Amérique      | 1                | 2                | 1                | 2                |
| Argentine     |                  |                  | 1                | 1                |
| Etats-Unis    |                  |                  |                  | 1                |
| Mexique       |                  | 1                |                  |                  |
| Pérou         | 1                | 1                |                  |                  |
| Asie          | 3                | 12               |                  |                  |
| Chine         | 3                | 10               |                  |                  |
| Corée du Sud  |                  | 1                |                  |                  |
| Iran          |                  | 1                |                  |                  |
| Europe        |                  | 2                | 3                | 5                |
| Bulgarie      |                  | 1                |                  |                  |
| France        |                  |                  | 3                | 5                |
| Turquie       |                  | 1                |                  |                  |
| Total général | 4                | 17               | 5                | 8                |

### Nombre de kilomètres de voie ajoutés en 2012
| Pays           | Métro | Tramway | RER | Total |
| -------------- | ----- | ------- | --- | ----- |
| Afrique        | 4,3   | 40,1    | 50  | 94,4  |
| Afrique du Sud |       |         | 50  | 50    |
| Algérie        |       | 9,1     |     | 9,1   |
| Égypte         | 4,3   |         |     | 4,3   |
| Maroc          |       | 31      |     | 31    |
| Amérique       | 57,3  | 66,8    |     | 124,1 |
| Argentine      |       | 12,5    |     | 12,5  |
| Brésil         | 4,5   |         |     | 4,5   |
| Canada         |       | 11,1    |     | 11,1  |
| Colombie       | 2,5   |         |     | 2,5   |
| États-Unis     | 3,8   | 43,2    |     | 47    |
| Mexique        | 24,5  |         |     | 24,5  |
| Pérou          | 22    |         |     | 22    |
| Asie           | 443,6 | 3,3     |     | 446,9 |
| Chine          | 360,4 | 3,3     |     | 363,7 |
| Corée du Sud   | 52    |         |     | 52    |
| Dubaï          | 0     |         |     | 0     |
| Formose        | 10,8  |         |     | 10,8  |
| Iran           | 16    |         |     | 16    |
| Singapour      | 2,4   |         |     | 2,4   |
| Taïwan         | 2     |         |     | 2     |
| Europe         | 82,1  | 144,5   |     | 226,6 |
| Allemagne      | 10    | 8,6     |     | 18,6  |
| Belgique       |       | 1,8     |     | 1,8   |
| Biélorussie    | 5,1   |         |     | 5,1   |
| Bulgarie       | 12,2  |         |     | 12,2  |
| France         | 3,1   | 106,8   |     | 109,9 |
| Italie         | 5,6   |         |     | 5,6   |
| Norvège        | 0     |         |     | 0     |
| Pologne        |       | 11,6    |     | 11,6  |
| Portugal       | 3,3   |         |     | 3,3   |
| Royaume-Uni    |       | 14,8    |     | 14,8  |
| Russie         | 16,1  |         |     | 16,1  |
| Turquie        | 25,7  |         |     | 25,7  |
| Ukraine        | 1     |         |     | 1     |
| Autriche       |       | 0,9     |     | 0,9   |
| Total général  | 587,3 | 254,7   | 50  | 892   |